# Разим
Разим или Разелм је слатководно језеро, лиман на обали Црног мора. Представља највећу слатководну површину у Румунији и налази се у жупанији Тулча.
Део је комплекса међусобно повезаних језера под називом Разим—Синое.

## Карактеристике
У античком периоду лиман је био познат као Халмирис (Halmyris), а у средњем веку као Јанчина. Разим је пре био директно повезан са Црним  морем преко пролаза Перитеаска на северу и пролаза Портица на југу, али је 1980-их година Разим изолован од мора прављењем насипа. Преко канала Дунавац, Дранов,  Мустака и Липовени прима дунавску воду из његовог крака Свети Ђорђе што је довело до тога да након формирања насипа Разим постане слатководно језеро. На северном делу језера налази се острво Попина које је заштићено као резерват природе.
Језеро је ипак и даље повезано са Црним морем, али индиректно. Разим је део групе приобалних језера Разим—Синое коју чине међусобно повезана језера. Једно од језера, Синое, је повезано са Црним морем преко два пролаза, Перибоина и Едигиол.  Ова два пролаза ка мору одржавају рибљу разноврсност читавог језерског комплекса. Језеро Разим је повезано са језером Синое преко два канала (канал 3 и канал 5) који обезбеђују благо бочату воду за Разим.
Општи водни биланс показује да језеро добија 90% воде из канала (Дранов, Дунавац и Липовени), 9% преко падавина и 1% из малих река, а начини на које се вода губи представљају евапотранспирација (15%) и наводњавање и отицање (85%).

## Живи свет
Поред трске типичне за делту Дунава језера делте, у које се сврстава и Разим, имају разноврсну али и ретку вегетацију у којој се издвајају бели и жути локвањ, водени орашак, пливајући мресњак, тестерица и друге. Приближно 78% врста биљака делте Дунава су углавном специфична за влажна подручја и ту се истиче рогоз, патуљаста врба, шаш и трска. Обале језера, у различитим деловима, улепшавају различите врсте врба.
Станиште је за око 300 врста птица, од којих су 130 врста птице селице. Међу најзначајнијим врстама издвајају се чапља, лабуд, патка, гуска, пеликан, али и ређе врсте као што су гуска црвеновољка и мали вранац.